# Sandra Gómez Pérez
Sandra Gómez Pérez (Pamplona, 22 de mayo de 1986) es una deportista española que compitió en natación adaptada. Ganó dos medallas en los Juegos Paralímpicos de Verano en los años 2004 y 2008.

## Palmarés internacional
| Juegos Paralímpicos | Juegos Paralímpicos | Juegos Paralímpicos | Juegos Paralímpicos |
| Año                 | Lugar               | Medalla             | Prueba              |
| ------------------- | ------------------- | ------------------- | ------------------- |
| 2004                | Atenas (Grecia)     | Medalla de oro      | 100 m braza SB12    |
| 2008                | Pekín (China)       | Medalla de plata    | 100 m braza SB12    |